# Helbirga Babenberská
Helbirga Babenberská také Gerberga či Gerpirga († 13. července 1142) byla manželka Bořivoje II. a česká kněžna.

## Život
Velkolepá svatba dcery markraběte bavorské východní (rakouské) marky Leopolda II. s Bořivojem II. se konala ve Znojmě pod patronací Břetislava II. 18. října 1100. Sestra Helbirgy Ida Babenberská byla manželkou Litolda Znojemského, ten byl ale ze svatby vyhnán a uchýlil se na hrad Raabs.
Když se Bořivoj II. v roce 1120 uchýlil do Uher, jeho manželka ho zřejmě nedoprovázela, ale vrátila se do rodné země, kde jí bratr Leopold III. poskytl útočiště. Ke konci života vstoupila do kláštera Göttweig, kde také roku 1142 zemřela.

## Potomstvo
- Jaromír Jemnický († 1138)
- Spytihněv († 9. 1. 1157)
- Lupolt Olomoucký († 1143)
- Boleslav (zmiňován 1146)
- Rejčka († 27. 2. před 1124)
- Albrecht († 7. 4. před 1124)